# Steen van Noordbarge

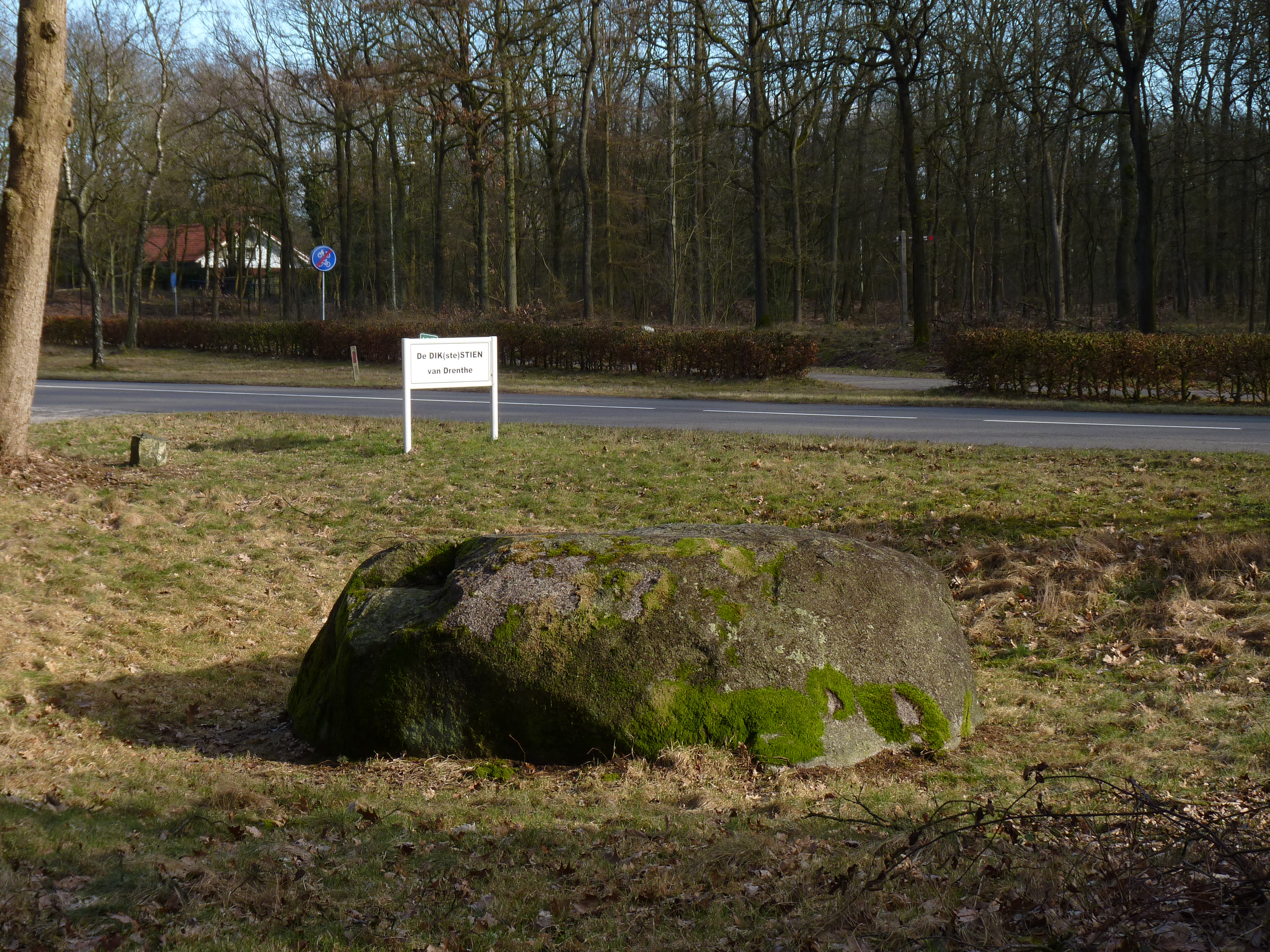
De DIK(ste)STIEN van Drenthe is geen hunebed

De steen van Noordbarge is in het verleden ten onrechte aangemerkt als een hunebed, maar bleek later slechts één kei te zijn.
Bij het opstellen van de lijst van hunebedden is de steen door de archeoloog Albert van Giffen aanvankelijk als D48 opgenomen in de lijst van genummerde Drentse hunebedden, hij dacht dat het om een deksteen ging. Toen bleek dat het om slechts één enkele kei ging, werd D48 weer van de lijst verwijderd. Daar D33 (wel een echt hunebed) inmiddels is verdwenen, telt Drente nog 52 hunebedden, genummerd van D1 tot en met D54.
Over de steen, die in het Noordbargerbos ten westen van Emmen ligt, wordt gezegd dat het de grootste megaliet van Nederland zou zijn. De zwerfsteen van Rottum is echter groter; deze steen is 4,70 meter lang, 3,10 meter breed en 2 meter hoog en weegt 44 ton. Volgens verhalen zou hij vroeger viermaal zo groot geweest zijn.